# VanderGhinste Roodbruin
VanderGhinste Roodbruin is een Belgisch bier van gemengde gisting.
Het bier wordt gebrouwen in Brouwerij Omer Vander Ghinste te Bellegem. Het is een bruin bier met een alcoholpercentage van 5,5%.
Bruin bier van hoge gisting wordt gemengd met lambiek die minstens 18 maand gerijpt is op eiken vaten, wat een typisch West-Vlaams Oud Bruin bier geeft.
In het verleden werd dit bier uitgebracht onder de namen Ouden Tripel en Bellegems Bruin. Het was het allereerste bier dat gebrouwen werd door de brouwerij bij de start in 1892. De naam VanderGhinste Oud Bruin werd aangenomen in maart 2012. De huidige naam is VanderGhinste Roodbruin.

## Prijzen
- Australian International Beer Awards 2012 - Zilveren medaille in de categorie Belgian & French Style Ale - Other

## Galerij

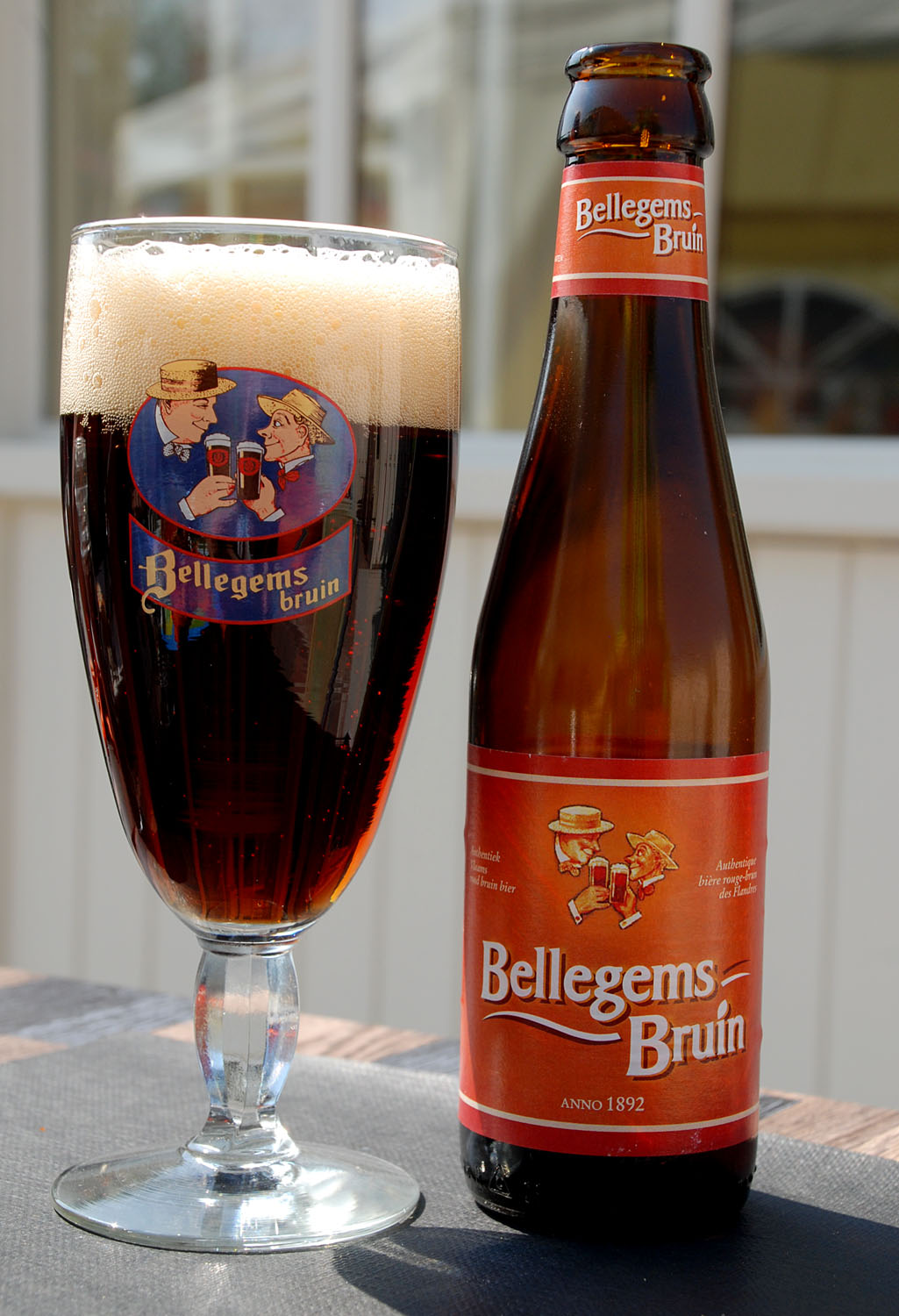
Het bier, toen het nog Bellegems Bruin heette